# Mazda Bongo
A Bongo é uma van fabricado pela Mazda desde 1966. Tem sido exportada para vários países, a partir de 1978.

## Primeira geração (1966-1975)

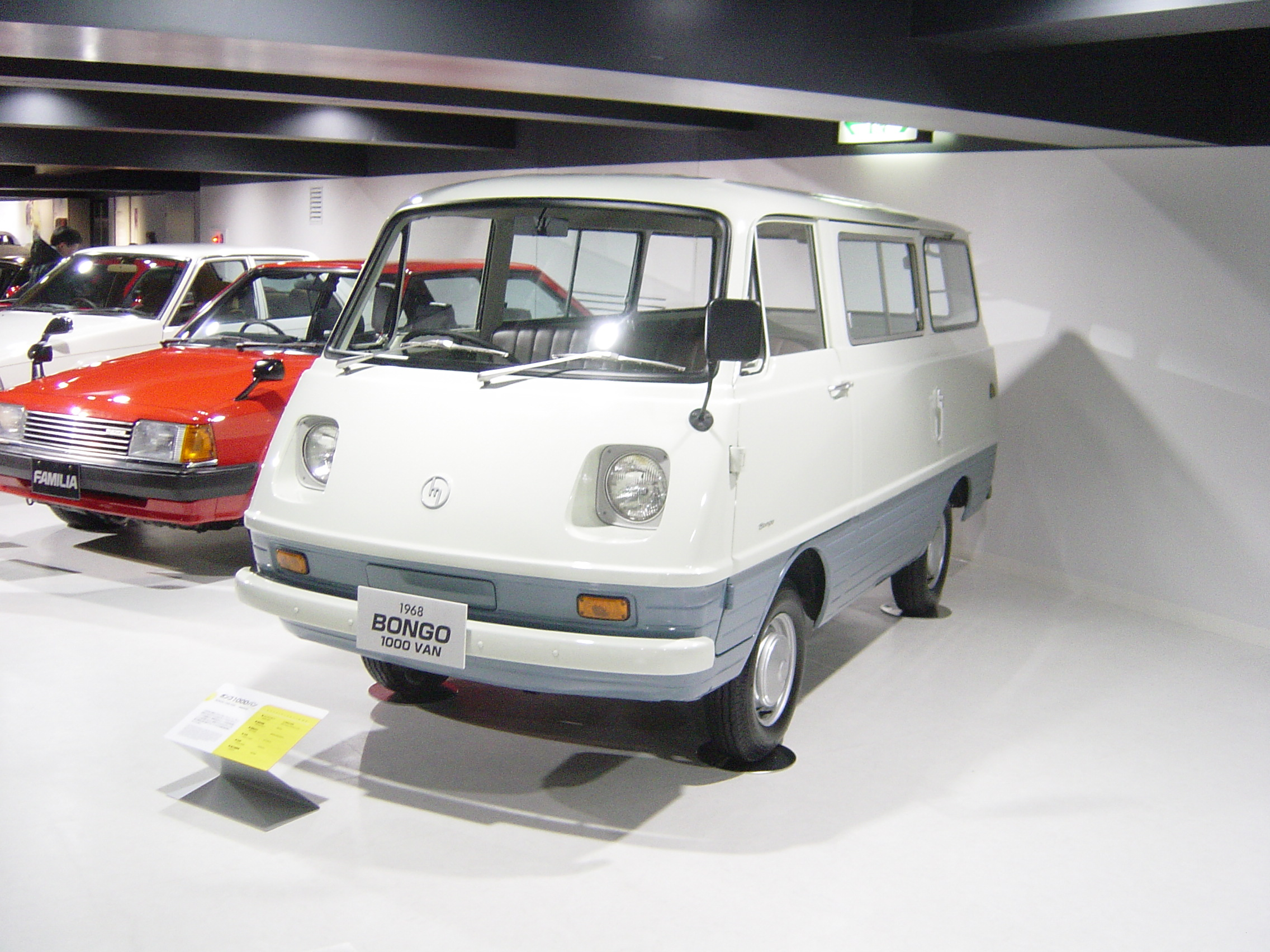
Primeira geração do Mazda Bongo lançada em 1966

Mazda introduziu o seu van pequena, o Bongo em maio de 1966. Ele apresentava um 782 montado na parte traseira; motor 4 tempos drive roda traseira refrigerado a água cc OHV 'SA' dirige as rodas traseiras. O motor traseiro Bongo foi produzido em duas versões, de 1968, como o F800 foi acompanhado pela F1000 maior com motor. Isto tem 987 cc, motor de quatro cilindros em linha.
O Bongo motor traseiro tinha um chassi completo (utilizando o mesmo Mazda motor de 1000 como outras variantes montado em um transaxle quatro velocidades na parte traseira) e foram muito forte e devido à baixa alavancagem, capaz de transportar meia tonelada. Devido à ferrugem e má manutenção, estes Bongos agora são raros. O  1000 captador e Bongo chassis são diferentes, com componentes de suspensão e freio dianteiro comuns.

## Segunda geração (1977-1983)

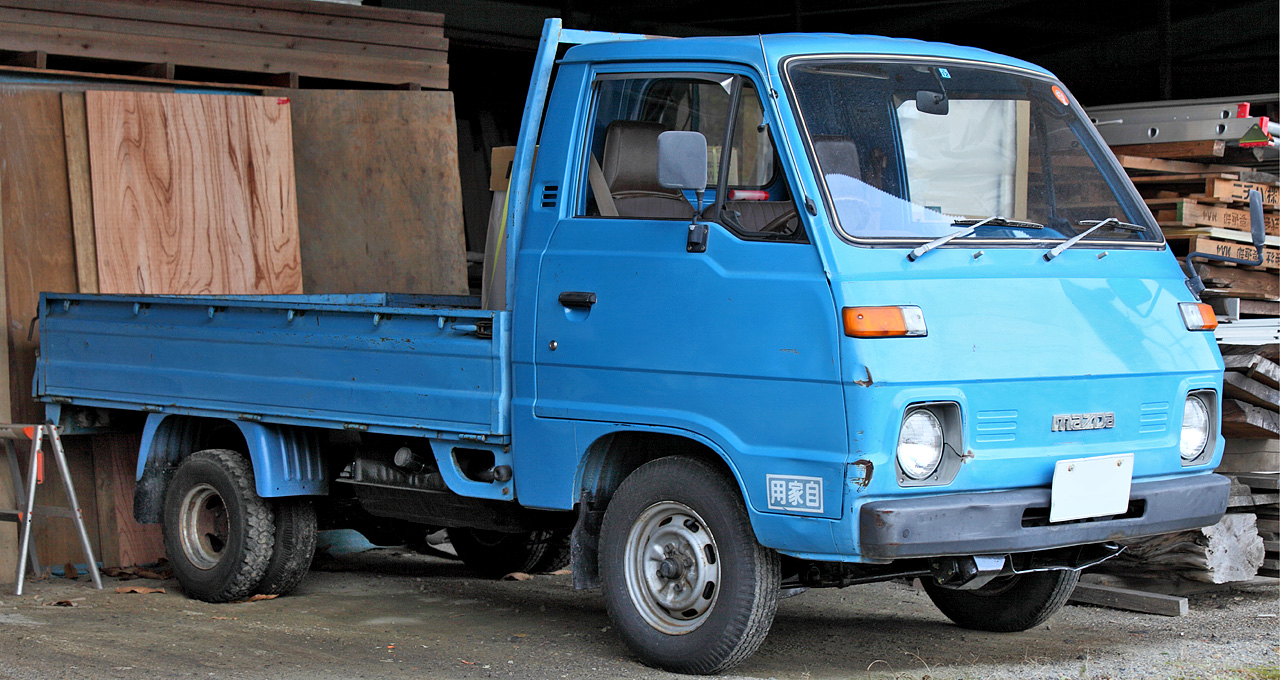
Segunda geração Mazda Bongo (pré-facelift)

A próxima Bongo van apareceu em setembro de 1977. Foi um meio-máquina tração traseira veículo. Ford vendidos esta versão da van como o  'Ford Econovan' , enquanto a Mazda vendeu para exportação como o  'E1300' ,  'E1400' , e  'E1600' , dependendo do tamanho do motor. Modelos posteriores também recebeu um motor diesel de 2,2 litros, vendido na exportação como o  'E2200' . Esta geração também foi produzido por Kia na Coreia do Sul, como o Kia Bongo e Ceres. O Bongo / Ceres sofreu uma série de restauros e ainda estava disponível tão tarde quanto 1999. Como o E1600, este modelo foi colocado à venda na Grã-Bretanha em 1982, apenas um ano antes de ser substituído. O mercado britânico só recebeu a longa distância entre eixos 1 tonelada painel van versão com rodas traseiras pequenas, geminadas. O modelo do Reino Unido tem uma caixa de velocidades manual de cinco velocidades com um shifter coluna montada.
A versão original tem faróis redondos e sem grelha; depois de um facelift da segunda geração Bongo / E-série teve faróis retangulares e uma grade mais tradicional.
Na Austrália, as versões rebadged foram vendidos como o  'Ford Econovan'  como uma van SWB gasolina (com e sem janelas laterais), LWB gasolina van (com e sem janelas laterais), e LWB diesel van disfarces (sem janelas). SWB e LWB vans janela de gasolina vendido também em passageiro-levando  'Ford Econowagon'  forma.

## Terceira geração (1983-1999)

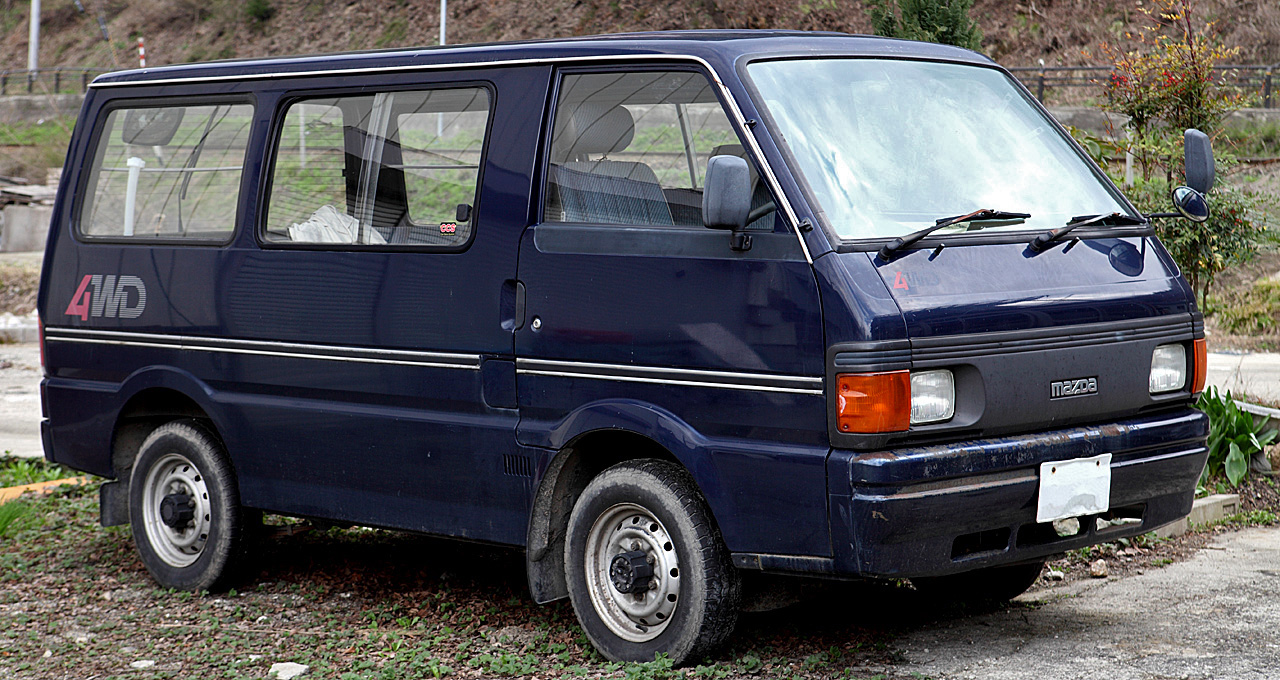
Terceira geração Mazda Bongo

O Bongo foi redesenhado em 1983, com novos motores. Ele também foi vendido pela Ford na Ásia como o "Spectron" (versão de passageiros) ou como o (modelo de carga) "J80". Na Austrália, o Bongo foi vendido pela Mazda como a E-série, com a Ford também o varejo a versão comercial como a "Ford Econovan" ea versão de passageiros como o "Ford Spectron" (1983-1990). A partir de 1994, o Bongo também foi vendido por Nissan como o Vanette. Na Coreia do Sul este foi construída como a Kia Bongo larga.
Austrália
Na Austrália, ele foi vendido como a E-série Mazda e também como o Econovan Ford e Ford Spectron. O nível de entrada Econovan ofereceu uma 4 m (10 ft) comprimento, motor a gasolina de 1.8 litros, manual de cinco velocidades das rodas automática de quatro velocidades, único traseiros, em três lugares. aço lados ou seis lugares XL formas de janelas lados.
O 4,4 m (10 ft) longo Econovan Maxi oferecido um teto alto, motor a gasolina de 2.0 litros com manual de cinco velocidades das rodas automática de quatro velocidades, único traseiros, e de três lugares aço lados ou seis lugares XL formas de janelas em frente e versão duas rodas traseiras estavam disponíveis para a gasolina de 2.0 litros ou um diesel de 2.2 litros, ambos com cinco velocidade manual e, como vans de aço lados.
O 4,7 m (20 ft). Longo Econovan Maxi van também foi alta com teto, mas de aço-sided única Powertrain e configurações de roda traseiros foram os mesmos que o Maxi 4,4 metros. Em 1986, tração nas quatro rodas tornou-se uma opção para o longo modelo 4.7 metros em conjunto com o trabalho em janelas corpo, transmissão manual e motor de 2.0 litros.

### Engines
Gasolina
- 1984-1985 1415 cc
- 1983-1988 1789 cc
- 1983-1988 2,0 cc

Diesel
- 1984-1995 1998 cc, Diesel
- 1984-1995 2184 cc, Diesel

- Mazda Bongo Wagon 
 ( JDM, segundo facelift)
- Mazda Bongo (JDM, segundo facelift)
- Ford Econovan 
 (Austrália, primeiro facelift)
- Nissan Vanette (JDM, segundo facelift)

### Bongo Brawny
Um novo tempo - versão distância entre eixos conhecido como o Bongo Brawny também foi introduzida, três meses antes do Bongo regular. O Brawny foi maior do que o Bongo regular em todas as medidas-chave (distância entre eixos, comprimento, largura, altura e peso). Nos mercados de exportação este modelo foi novamente vendido como o E-série. Na Austrália, a Ford diferenciada as versões de longa distância entre eixos com o identificador "Econovan Maxi".
- Mazda Bongo Brawny Wagon 
 (JDM, primeiro facelift)

## Quarta geração SK / SL (1999-)

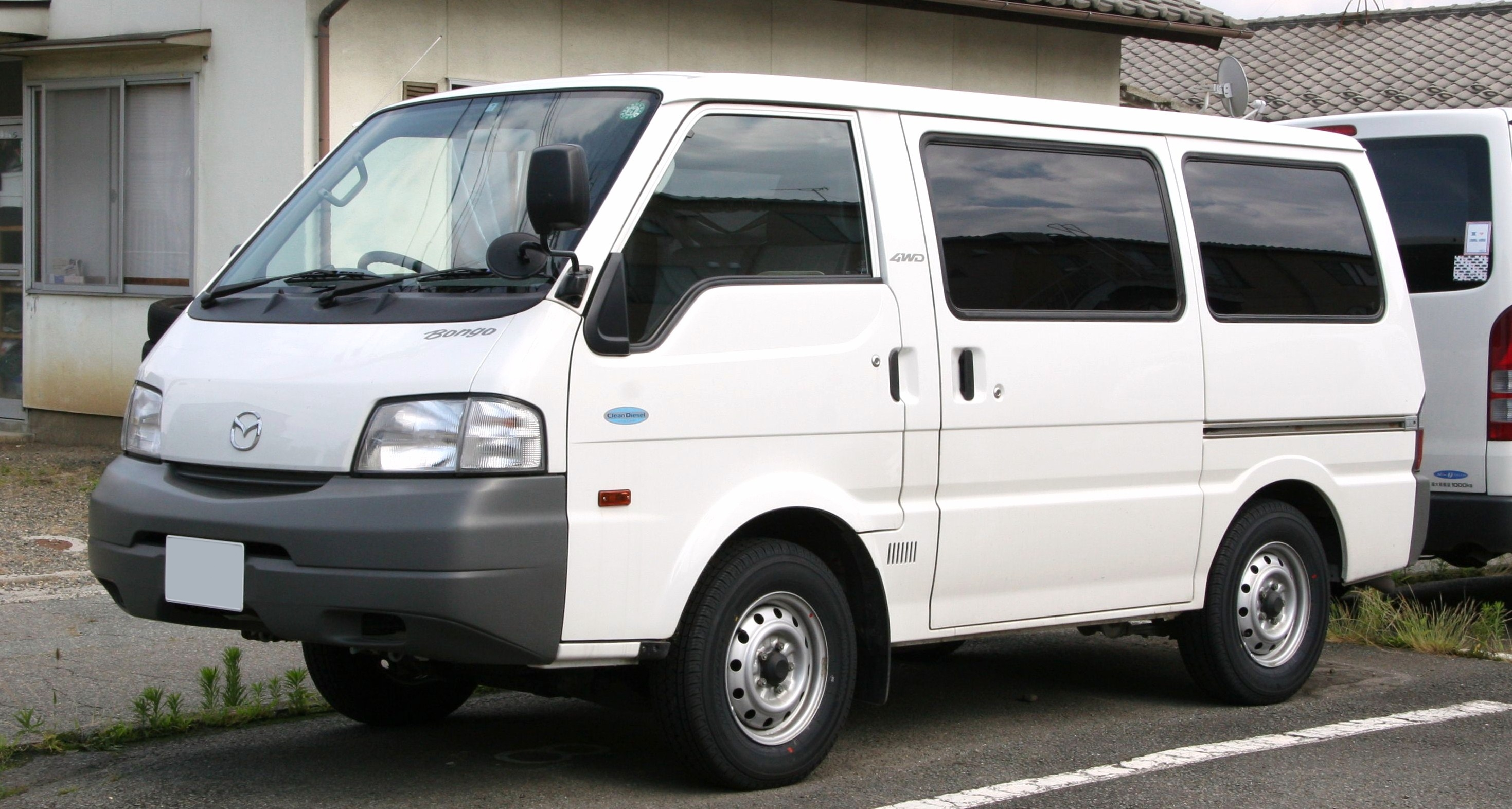
Mazda Bongo

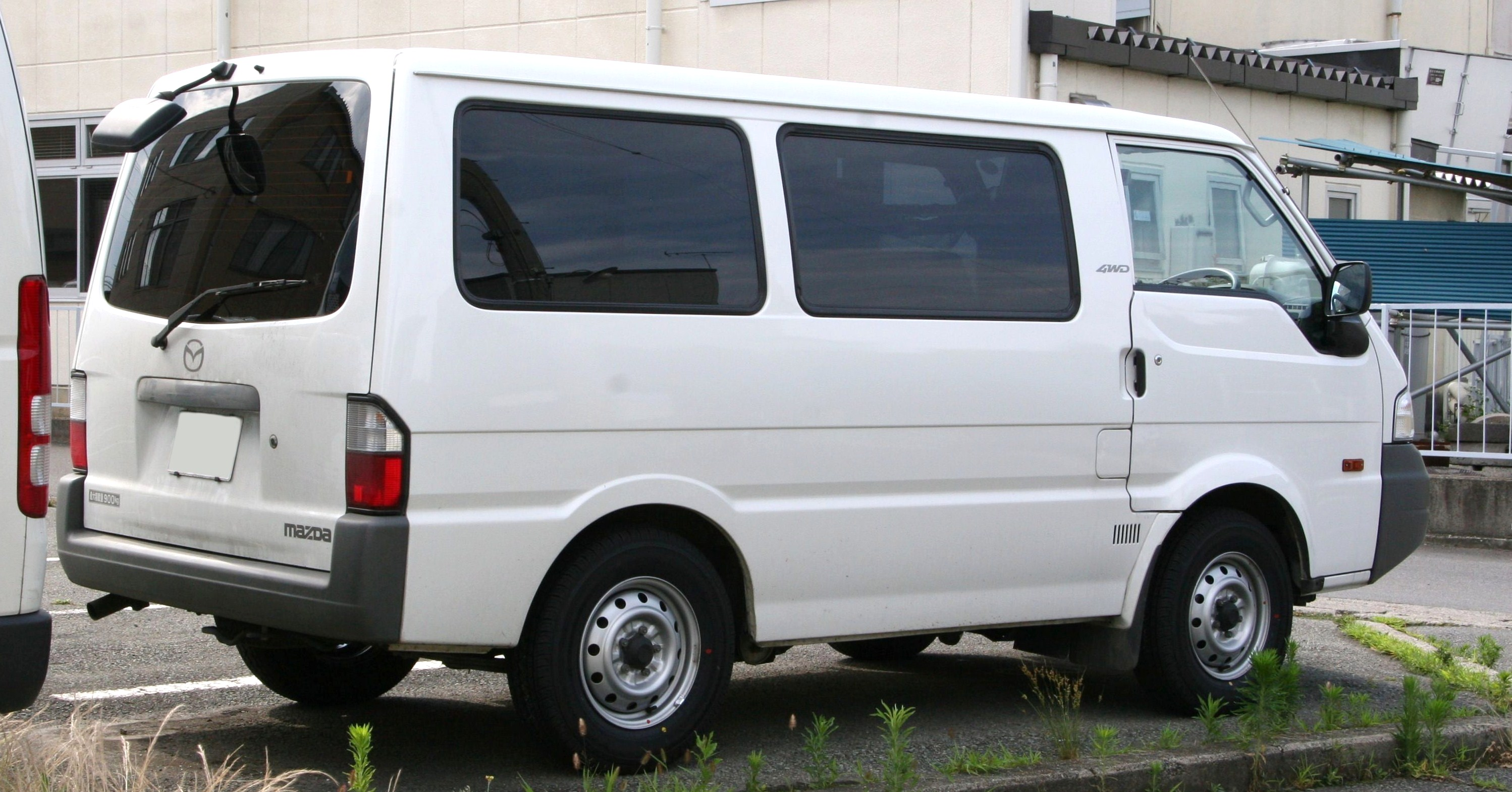
Mazda Bongo

Em Junho de 1999, uma nova geração de vans e caminhões Bongo foi colocado à venda, que também foram rebadged como o E-séries Mazda, Ford Econovan, Mitsubishi Delica e Nissan Vanette. Este modelo adotado o SK plataforma, que é baseado no modelo / SE geração SS anterior. ambiente de difícil manejo da Mazda na época não podiam dar ao luxo construída nova plataforma de marca completa. Gasolina 1.8L EGI F8-E (90PS) e diesel 2.2L R2 (79ps) estavam disponíveis.
- Novembro 1999 rebadging modelo Mitsubishi Delica lançado apenas no Japão.
- Dez 2003 Minor mudar new common rail de injeção direta de combustível modelo de diesel introduzido.
- Novembro 2005 Minor actualizado para iluminação exterior.
- 2006 E1800 (SKW0) para a Austrália mercado descontinuado.
- Agosto 2007  DPF introduzida para modelos de motores diesel. vidros elétricos e travamento central para todos os modelo de caminhão.
- Maio. 2009 Pare os modelos a gasolina 2WD fornecimento para a Nissan. Devido a Nissan introduziu in-house concebido NV200 Vanette.
- Agosto 2010 Minor atualizados para toda a gama. Introduziu nova L8 motor de 1.8 Gasolina, Grande caixa na consola central devido a esta capacidade reduzida e novos códigos modelo SKP2T / SKP2L aplicada.
- 2011 E1800 (SKW0) para o mercado de Nova Zelândia interrompido.
- Outubro 2011 modelo rebadging Mitsubishi Delica interrompido. Delica deslocado rebadging da Nissan NV200 Vanette.
- Março 2012 Mazda anunciou que esta será a última geração de in-house concebido vans e caminhões Bongo. Eles vão ser retirada da produção de veículos comerciais e incidirá sobre o combustível de passageiros eficiente cars.[1]
- Junho 2012 segurança Minor atualizado. decalque traseira renovada. MAZDA decalque excluído (somente van).
- Fevereiro 2016 Minor atualizado. Novo motor de tune-up e aumentar a economia de combustível, Auto tornou-se agora de 5 velocidades, rodas dual-traseiros modelo descontinuado, 4W-ABS e entrada Keyless para todos os modelos, novos códigos de modelo SLP2V / SLP2M aplicada.

- Mitsubishi Delica
- Nissan Vanette

### Bongo Brawny SK (Van 1999-2010 / Truck 1999 - 2000)
Lançado em junho de 1999. Este modelo também adotou a plataforma SK que é baseado no modelo / SE geração SS anterior. Como a geração anterior, o Bongo Brawny foi maior em todas as dimensões-chave. Disponível tanto normal (média) entre eixos 2.400 milímetros e 2.600 milímetros de comprimento. O Brawny manteve muitas das peças da geração anterior, como as portas laterais deslizantes, e parece bastante semelhante ao modelo da geração anterior. O rótulo da série E continuou a ser usado nos mercados de exportação, apesar de serem agora menos do que antes. O Bongo Brawny foi descontinuado em 2010.
- Novembro 1999 modelo rebadging Mitsubishi Delica Cago lançado apenas no Japão.
- Outubro 2000 modelo Truck interrompido devido à introduzido Traço 1ton Mazda Titan.
- Dez 2004 Alteração menor novo common rail de injecção directa diesel 2.0 RF-CDT motor introduziu novos códigos modelo SKF6 aplicadas para os modelos a diesel.
- Novembro 2005 Minor actualizado para iluminação exterior.
- 2006 E2000 MWB (SKX0) e E2000 LWB (SKY0) para a Austrália mercado descontinuado.
- Agosto 2007 4WD e Super GL descontinuado.
- Agosto 2010 All Bongo Brawny, E2000 (LWB) para o mercado da Nova Zelândia, rebadging Mitsubishi Delica interrompido.

- Mazda Bongo Brawny
- Mazda E2000i (Nova Zelândia)

## Bongo Friendee (1995-2005)

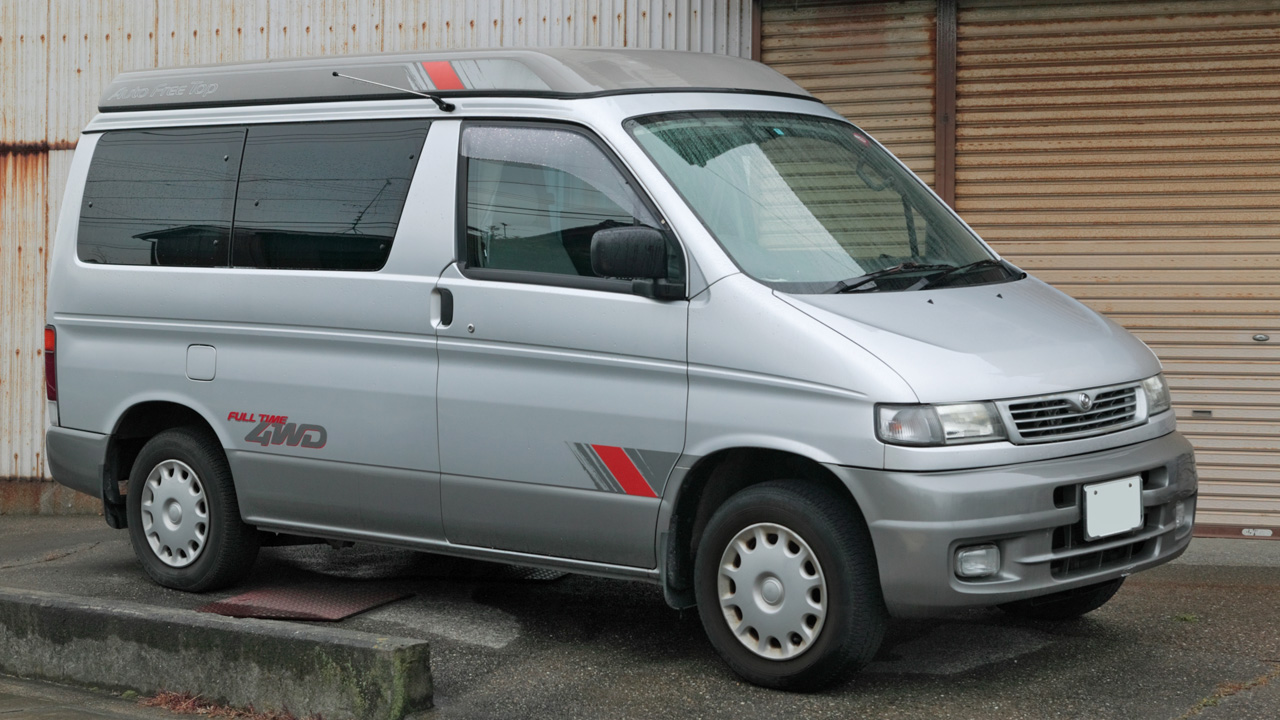
Mazda Bongo Friendee é a quinta geração do modelo

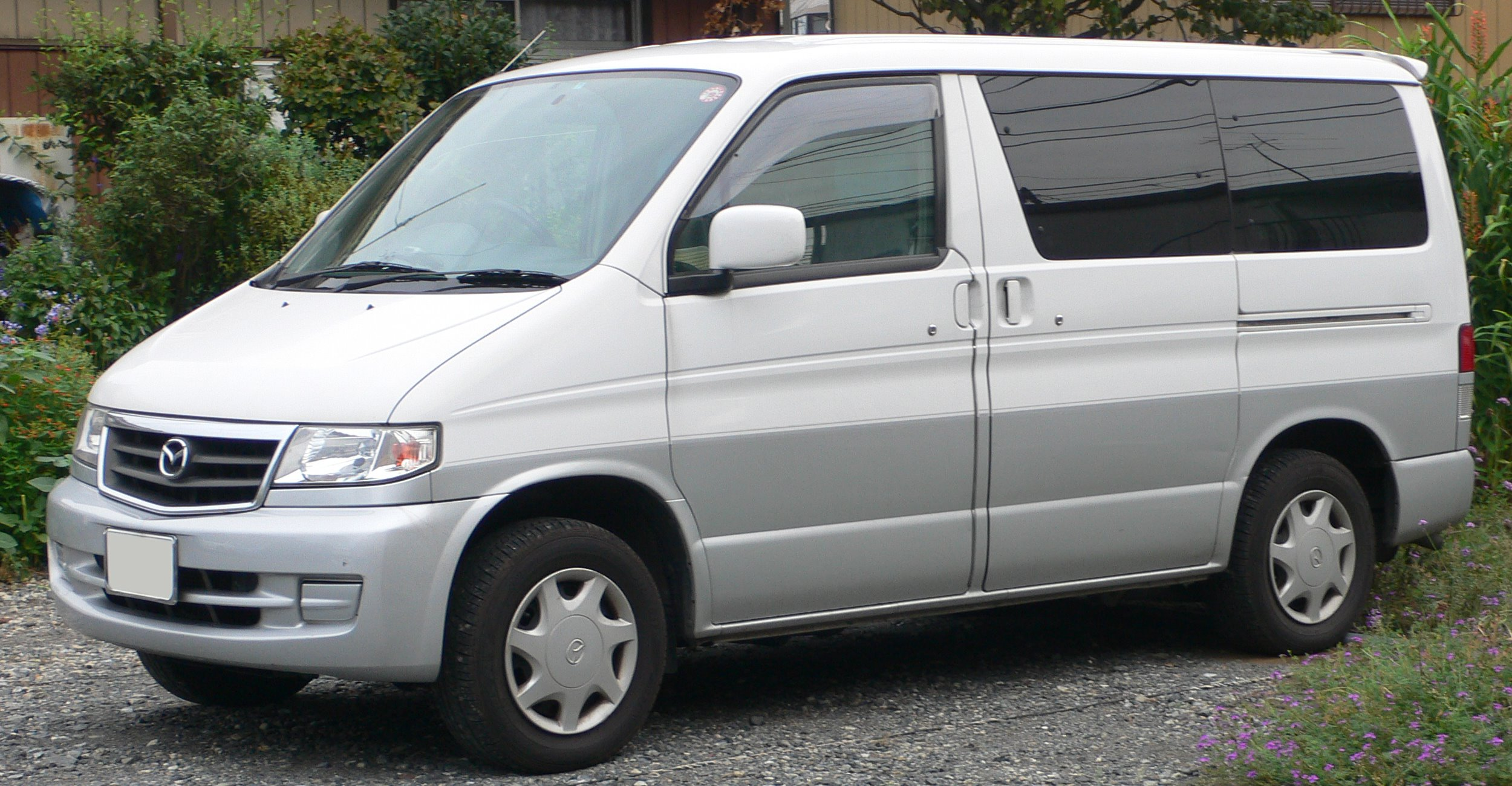
Mazda Bongo Friendee facelift

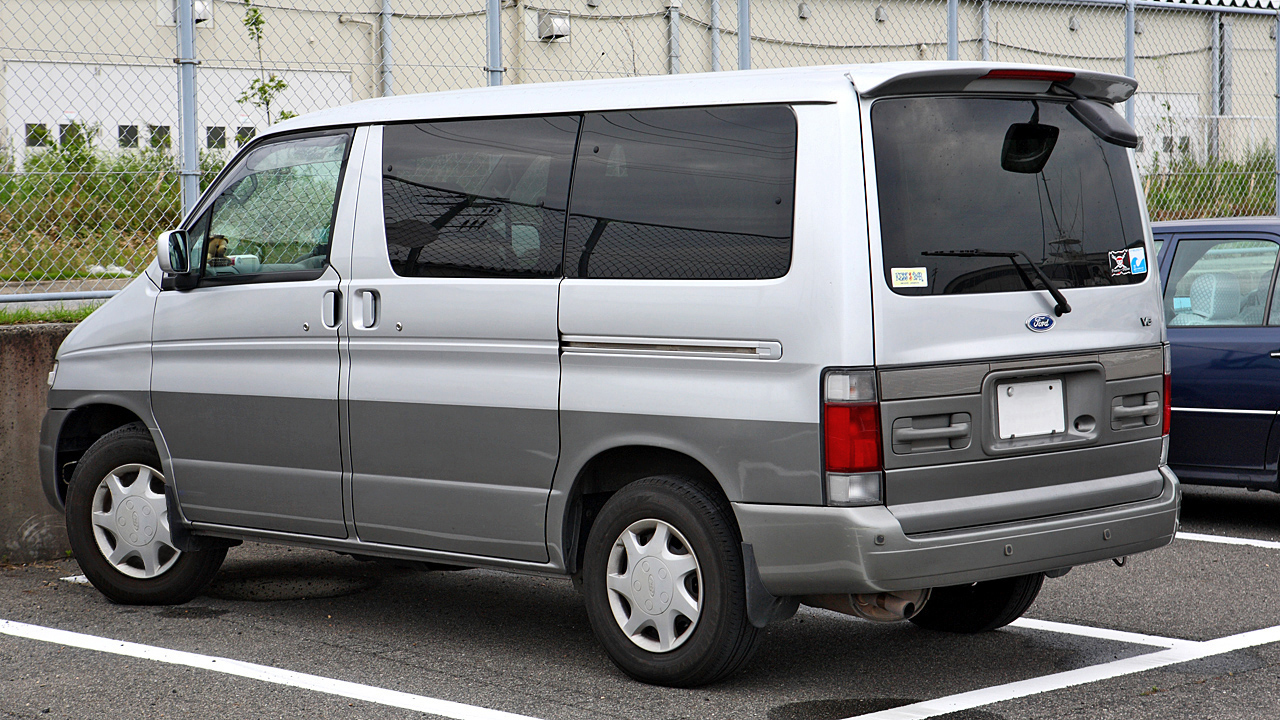
Ford Freda

A  'Bongo Friendee'  foi introduzida em 1995 e baseia-se na  plataforma SG. É um MPV de oito lugares e também foi vendido no mercado doméstico japonês como o Ford Freda.
Eles são geralmente (mas não exclusivamente) disponível em transmissões automáticas, e vêm em 2WD (SGL3) e 4WD versões (SGL5). O turbo diesel de 2.5 litros são comuns no Japão, embora haja um 2,5-litros V6 versão a gasolina disponível.
A Mazda Bongo Friendee é um MPV de oito lugares. Alguns tiveram Mazda cozinhas equipadas de fábrica instalado dentro de seu carro, mas muitos outros são importados e convertidos para autocaravanas no Reino Unido. Todos eles têm dobre assentos no andar de baixo para fazer uma cama de casal, e em muitos modelos, há também um "Auto grátis Top" elevar telhado, que mais 2 pessoas podem dormir. Versões Flat-top também estão disponíveis.
Em Junho de 1998, Mitsubishi Motors começou a revender o Bongo. Esta foi a marca do  'Mazda Acesso'  em alguns mercados.
Em 1999, uma versão facelift apareceu com uma carroçaria revista e motores diferentes, embora o 2.5 turbodiesel continua inalterada. Ar condicionado,  controle de temperatura e estores electrónicos são instalados como padrão.

### Engines
Gasolina
- 2,0 L , SOHC  I4
- 2,5 L,  V6

Diesel
- 2,5 L turbodiesel WL-T (o mesmo motor encontra-se no Ford Ranger Captura na UK)